# Mp3PRO
Mp3PRO is een audioformaat dat volgens de bedenkers met de halve bitrate dezelfde kwaliteit biedt als MP3. Het gemaakte audiobestand is kleiner en er zou geen kwaliteitsverlies te horen zijn. Thomson Multimedia en de Fraunhofer-Gesellschaft hebben bijgedragen aan de ontwikkeling van mp3PRO. Er zijn nog maar een paar programma's die dit formaat kunnen coderen of decoderen, waaronder MusicMatch Jukebox, Ahead Nero Burning ROM en Adobe Audition.